# Magyarországon tevékenykedő rézmetszők listája 1850-ig
Az alábbi lista a Magyarországon 1850 előtt rézmetszéssel foglalkozó művészek nevét, illetve – ahol ez lehetséges – rövid életrajzi adataikat és ismert munkáikat tartalmazza. Azon művészekről, akik életéről bővebb adatokkal rendelkezünk, illetve nagyobb számú munka maradt utánuk, önálló szócikk foglalkozik, nevük e listában csupán mint hivatkozás van megemlítve. Amennyiben a művész metszete egy könyv mellékleteként, illusztrációként jelent meg, akkor a könyv címét zárójelben közöljük.
- Abelsberg Simon, a bécsi Akadémián rézmetszést tanult, 1813. július 23-án iratkozott be.
- Ablitzer Károly, 1793-ban született, Gros és Ruhière tanítványa volt. Párizsban működött, egyes források szerint 1831 körül hunyt el. Ismert metszete:

1. Jó Fülöp burgundiai herceg portréja (Deveria után)
- Adler David, Dunaszerdahelyen volt szobrász, 1828-ban, 22 éves korában a bécsi Akadémián rézmetszést tanult.
- Ajtai Mihály (Abód Mihály, Ajtai D. Mihály), Ajtáról származott, Erdélyben tevékenykedett, a bécsi Akadémián tanult 1775-ben. Ismert metszetei:

1. Denti mei semper ad hominum (Schmutzer Jakab után)
2. Benkő Ferenc nagyenyedi tanár arcképe
- Alconière Tivadar
- Alexy József, ötvös és rézmetsző volt Rimaszombatban, a 19. század elején. Az ötvösséget apjától, Márton mestertől tanulta. Ismert metszete:

1. Példametszés 1828-ból
- Alexy Károly, szobrász, 1836 és 1838 közt a bécsi Akadémián szobrászatot és rézmetszést tanult.
- Andrássy Dénes gróf Krasznahorkaváralja, 1835. november 18. – Palermo, 1913. február 26.) műkedvelő rézkarcoló volt. Ismert metszetei:

1. Eszményi tájkép („Dénes" szignóval, 1852)
2. Interlaken tájképe („Dénes" szignóval, 1855)
3. Öleb (1867)
4. A veldesi kastély (1881)
- Antropp József, bécsi rézmetsző volt a 18. század végén, egy ideig talán Magyarországon is működött. Ismert metszetei:

1. Vorstellung des freudenreichen Einzugs in Pressburg… („J. Antropp Sculp." szignóval)
2. Mint az 1., de kisebb formátumban
3. XVI. Lajosnak a maga familiájától való elbutsuzása. („Jos. Antropp sc…" szignóval, Berta György: XVI. Lajos, szerencsétlen Francia király Életének leírása Kassa, 1794. című munkájában)
- Assner Ferenc
- Assner Lipót
- Axmann József
- Baar Lipót, Pozsonyból származott, a bécsi Akadémián tanult rézmetszést 1818 és 1820 között.
- Baer, elsősorban acélmetszeteket készített Pesten az 1840-es években. Minden bizonnyal külföldi volt, Pesten az 1840-es években telepedett le, ahol Schmidt nevű társával műhelyt nyitott. Főleg divatképeket metszettek, nagyrészt ők metszették az Életképek és a Spiegel divatrajzait. Jelzésük többnyire „Baer et Schmidt sculps." Ismert metszeteik:

1. A kassai dóm északi kapuja (Henszlmann: Kassa ónémet stylű templomai, 1846)
2. A kassai dóm déli kapuja (mint az 1.)
- Bäller Gusztáv (Peller Gusztáv), soproni szobafestő, a bécsi Akadémián 1847-ben rézmetszést tanult.
- Bányai János, komáromi rézmetsző. A bécsi Akadémián rézmetszést tanult, 1816. november 11-én iratkozott be.
- Barabás Miklós, életrajzi adatai a fő szócikkben, Ismert metszetei:

1. Férfiarckép
2. A művész nagyapja, Dálnoki Gaál István
3. Kemény Zsigmond („Barabás sc." szignóval, Kemény Zsigmond összes művei, 1896)
4. Kossuth Lajos („Barabás delin. 1848" szignóval)
- Barics Márton, pécsi kerékgyártó, 1819-ben a bécsi Akadémián a rézmetszők vasárnapi tanfolyamát látogatta.
- Bartholomaeides János László, életrajzi adatai a fő szócikkben. Térképeket metszett és több lapot készített „Memorabilia" című könyvéhez. Ismert metszetei:

1. Stephanus Csetneki…1594. (B. L. Memorabilia prov. Csetnek 1799, szignó: „del. Fabriczi sc. L. B.")
2. Tábla címerekkel és pecsétekkel (mint az 1.)
3. Tábla pecsétekkel és kehellyel (mint az 1., szignó: „sc. L. B.")
4. Csetnek térképe (mint az 1.)
- Bauer Károly, pesti szobafestő, 1820-ban, 22 éves korában a bécsi Akadémia vasárnapi rézmetszőtanfolyamát látogatta.
- Baumerth Keresztély, festő és rézmetsző. Lőcsén született 1792-ben, Czausik József tanítványa volt. Bécsbe készült, hogy továbbképezze magát, amikor 1824. július 18-án hirtelen elhunyt. Ismert metszetei:

1. Sic Matrem Virtus post funera tollit ad Astra… etc. MDCCCX. Máriássyné emlékének szentelt lap, amelyet 18 éves korában készített (szignója: „Sc. Baumerth studiosus Gym. Leutschov A. C. addictor")
2. Rozsnyó látképe (céhlevélről?), nem biztos, hogy az ő munkája (szignója: „Johann Baumerth sc.)
- Baurenfeind József, (Bécs, 1745 körül – Nagyszeben, 1798. október 21.) Nagyszebenben volt rézmetsző 1777-től. Ismert munkái:

1. A szebeni asztalosok céhlevele (1786)
2. Szűz Mária Jézussal és Keresztelő Szent Jánossal (Steinwald Antal után)
3. Dacia Iugens (Allegoria Mária Terézia halálára, 1781, H. Weiss után)
4. Szász viseletet ábrázoló metszetek.
- Bauriegl József, 1824-ben, 24 éves korában a bécsi Akadémia vasárnapi rézmetsző-tanfolyamát látogatta.
- Bauschek Ferenc, kárpitos, a bécsi Akadémián rézmetszést tanult, 1830-ban iratkozott be.
- Bayer Ignác, Pesten tevékenykedett vésnökként, a Bauer Markt 734. szám alatt lakott.
- Bayer Lipót, kismartoni festő és rézmetsző, rézmetszést tanult a bécsi Akadémián, ahová 1844-ben, 16 éves korában iratkozott be. 1845. június 21-éig tanult.
- Beck Éliás, rézmetszést tanult a bécsi Akadémián, 1844-ben iratkozott be.
- Beermayer (Biermayer), pozsonyi rézmetsző, 1840-ben halt meg. A rézmetszésből nem tudott megélni, az ismerőseihez járt disznóölésre böllérnek. Egyetlen metszete sem ismeretes.
- Benes Márton, aradi puskaműves, rézmetszést tanult a bécsi Akadémián, 1814. április 24-én iratkozott be.
- Benk János, eszéki szobrász, rézmetszést tanult a bécsi Akadémián, 1833-ban, 21 éves korában iratkozott be.
- Benkő, ügyvéd Kolozsvárott (más források szerint Pozsonyban), műkedvelő rézmetsző. 1830 körül tevékenykedett, mint elmeháborodott hunyt el.
- Benkő János, pozsonyi szobrász és rézmetsző, 1833-ban, 21 éves korában a bécsi Akadémia vasárnapi rézmetsző-tanfolyamát látogatta.
- Beregszászi Péter, fa-, réz- és betűmetsző. 1768 és 1781 között a kolozsvári református főtanoda nyomdájában dolgozott Kapronczai Nyerges Ádám faktorsága alatt. Pataki Sámuelnek, a nyomda felügyelőjének számadásában szerepel, mint aki külön díjazásban részesült az „Aiszóposz figurák metszéséért"
- Beregszászi Péter, debreceni rézmetsző diák 1804-1807 között. Ismert metszetei:

1. X. tábla. (A rajzolás mesterségének kezdete… irta Sárvári Pál, a debreczeni ref. kollégiumban… mathesist és fizikát tanító professor. Rajzolta Lumnitzer János, metszette Beregszászi Péter, a nevezett Kollegiumban tanuló ifjak. I. darab X. rézre metszett táblákkal Debrecen 1804.)
2. X. tábla (A rajzolás mesterségének kezdete. II. darab, X. rézre metszett táblákkal… Irta Sárvári Pál filozofia doctora és a debreczeni ref. Collegiumban… a mathesist és a fizikát tanító Professor. Rajzolta és metszette Beregszászi Péter a nevezett Kollégiumban tanuló deák ifju Debreczenbe 1807.)
- Beregszászi Nagy Pál
- Berkeny János Sámuel
- Berkovetz József
- Berkovics Károly, pesti kártyafestő volt, 1834-ben rézmetszést tanult a bécsi Akadémián.
- Berkovics Pál, temesvári festő, 1834-1836 között rézmetszést tanult a bécsi Akadémián
- Bethlen Ferenc gróf, Erdélyben volt műkedvelő rézmetsző, a rézmetszésre Nagy Sámuel tanította.
- Bettelheim Adolf, Pozsonyból származott, 1848-ban rézmetszést tanult a bécsi Akadémián
- Bfielf Mátyás, Pécsről származott, aplya kályhásmester volt. 1823 és 1826-ban a rézmetszők osztályát látogatta a bécsi Akadémián.
- Biborczfalvi Székely Lajos, az 1830-as években valószínűleg Pesten működött. Ismert metszetei:

1. V. Ferdinánd, Magyarország Ifjabb királya. (szignója: „metsz. ezüst ércz. Biborczfalvi Székely Lajos")
2. Ferdinand I. Kayser v. Oesterreich. Koenig von Ungarn. Boeh. etc. etc. (szignója: „L. S. de Biborc", az aláírás a kétfejű sas csőre tartotta bal szalagon, a jelzés a keret bal sarkában)
- Bidenharter Tóbiás
- Biller Ferenc, Pesten tevékenykedett 1845 körül, elsősorban acélmetszeteket készített. Ismert rézmetszete:

1. Buda-Pest Alaprajza (szignója: „Metszette Ferenc Biller", Buda-Pest, a magyarok Fővárosa… leírása. Pest, 1845.)
- Binder János Fülöp
- Blaschke János
- Blasius András, (Segesvár, 1725. – Segesvár, 1788.), szülővárosában volt könyvkötő és rézmetsző. Ismert metszetei:

1. Allegória a protestáns hitről 1751.
2. Confirmáció lap, 1752.
3. Címlap (Neu vermehrtes Hermann-Stättisches Gesangbuch, 1755.)
4. Címlap (Geistlicher Handel – Stab Szeben, 1755.)
5. Daniel von Rittern ex librise.
6. Martin Kemp von Sternburg ex librise.
7. Andreas Waldhütter von Waldburg ex librise
Ezeken kívül címereket, illetve pár kisebb figurális lapot metszett.
- Borsai Pál, Nagyenyeden működött 1736 körül. Mint a kollégium növendéke Tőke István enyedi tanár megbízásából ennek Institutiones Philosophiae Naturalis című könyvéhez (Nagyszeben, 1736) egy címképet (Természettani képek meteorológiai emblémákkal és két figurával: Az Experientiával és a Rátióval) és hat táblát metszett fizikai ábrákkal. Jelzésük: „Paulus Borsai sculpsit et excud. Enyedini"
- Brandspiegel János, festő. Rézmetszést tanult a bécsi Akadémián, ahová 24 éves korában, 1827. november 5-én iratkozott be.
- Brassai II. Mihály, kolozsvári ötvös és rézmetsző volt a 18. század második felében. 1756-ban szabadult fel, 1791-től céhmester volt. Ismert metszete:

1. Példametszés 1756-ból.
- Braun Antal, pozsonyi rajzoló. Rézmetszést tanult a bécsi Akadémián, 1773-ban iratkozott be.
- Brey György, nagyhőflányi aranyműves, 1839-1840-ben rézmetszést tanult a bécsi Akadémián.
- Brun Izsák
- Brüll Mihály, Kismartonban született, 1821-1823 közt rézmetszést tanult a bécsi Akadémián. 1821-ben, 19 éves korában iratkozott be.
- Czetter János Sámuel
- Czirbesz Jónás, iglói prédikátor és műkedvelő rézmetsző, 1789 körül. Gróf Festetich Pállal és Cornides Dániel pesti tanárral együtt régi magyar pénzeket gyűjtöttek, amelyek képét Czirbesz metszette rézbe.
- Clerck Jacob Friedrich (Clerc, Clerk), osztrák rézmetsző, 1769-ben, Bécsben született, 1821-ben még élt Bécsben. Johann Jacob tanítványa volt a bécsi Akadémián 1786-ban. 1818 körül Esterházy herceg udvari rézmetszője és a képtár felügyelőője volt. Hántoló modorban dolgozott, ismertebb metszetei:

1. gróf Festetics Ferenc
2. gróf Zichy Miklós
- Costande János, erdélyi festő és rajzoló. 1833-ban, 20 éves korában beiratkozott a bécsi Akadémiára, ahol 1839-ben rézmetszést is tanult.
- Cronerus János, eperjesi rézmetsző a 17. században. Ismert metszete:

1. Pártfogója, Weber János eperjesi patikus és főbíró nemesi címerének tervezetét készítette el és metszette rézbe (Weber: Lectio Principium, Lőcse, 1665.)
- Csáky Antal gróf, műkedvelő rézkarcoló 1733 körül. Minden bizonnyal azonos azzal a gróf Csáky Antallal, aki ebben az időben Abaúj vármegye főispánja volt. Ismert metszetei:

1. A 11. lap „Imagines Divi Joannis aeri incidit… Comes Antonius Csáky, 1733." … (Prodromus Theatri Artis Pictoriae Vindoboniensis Pinacothecae, Bécs, 1735. Prenner) A lapon közölt verset is ő írta.
2. A 13. lap „Comes Antonius Csáky aeri indicit…" A lapon közölt verset is ő írta, a metszet az 1. szám alatti munkában jelent meg.
- Csepregi, ötvös és rézmetsző a 17. században. Megfordult Amszterdamban is, ahol Vischer műhelyében dolgozott. Tőle tanult Kecskeméti W. Péter
- Dallos Gábor, pálos rendi szerzetes és műkedvelő rézmetsző, 1747 körül a Varasd melletti Lepoglava monostorban működött. Ismert metszetei:

1. Metszetek Bedekovic József szerzetes Natale Solum Sancti Hieronymi című művéhez. Az egyik szignált: „F. Gabr. Daller O. S. P. E. del. Lepoglavae 1747"
- Danek József, 1834-1836 között rézmetszést tanult a bécsi Akadémián. Kismartonból származott.
- Demeczky Gábor, aradi festő. Rézmetszést tanult a bécsi Akadémián, 1781-ben iratkozott be.
- Dénes Mihály, kapi asztalos, 1814-ben a rézmetszők vasárnapi iskoláját látogatta a bécsi Akadémién.
- Dési Mózes, debreceni rézmetsző diák a 18. század végén. Ismert metszete:

1. Egy epigrammát metszett rézbe, amely munka ma a Debreceni Református Kollégium tulajdona.
- Dirnbacher Mihály, pesti aranyműves. 1821-ben, 19 éves korában rézmetszést tanult a bécsi Akadémián.
- Dobos Lajos, pesti rézmetsző 1825 körül. Ismert munkája:

1. Szépírásminta felül virágfüzérrel, szignója: „sc. Lud. Dobos"
- Doby Jenő 1849-től Fuchsthaller Alajostól tanulta a rézmetszést. Néhány munkája 1849-ből való, de munkásságának jelentősebb része a 19. század második felére esik.
- Donáth Márkus, Nyitrán volt műkedvelő rézmetsző 1834 körül, feltehetőleg tóramásolással is foglalkozott.
- Donhoffer Mihály, építész, rézmetszést tanult a bécsi Akadémián ahová 1824-ben, 23 éves korában iratkozott be.
- Dorzsoly János, erdélyi órásmester, 1821-ben, 24 éves korában rézmetszést tanult a bécsi Akadémián.
- Dusil György, pesti szobrász, 1839-ben, 23 éves korában beiratkozott a bécsi Akadémiára, ahol 1840 tavaszáig rézmetszést tanult.
- Eckermann József, rézmetszést tanult a bécsi Akadémián. 1823-ban, 19 éves korában iratkozott be Budáról.
- Egyed Rezső, rézmetszést tanult a bécsi Akadémián, 1826-ban iratkozott be.
- Ehrenreich József, rézmetsző volt Pesten a Lipótvárosban, az 1820-as években. Litográfiával és régiségek gyűjtésével is foglalkozott. Feltehetőleg Ehrenreich Sándor Ádám apja volt.
- Ehrenreich Sándor Ádám
- Eibenschütz S., rajzoló, szépíró és rézmetsző volt Pesten az 1840-es években. 1842-ben a pesti művészeti egyesület kiállításán szerepelt egy szépírási mutatványával: I. Ferenc császár arcképével. Ismert metszete:

1. Die Schnittwaaren Handlung zu Amor, Weitzner-gasse No. 26. (A pesti Váci-utcai Mayer rőföskereskedés az „Ámor"-hoz reklámképe 1840 körül, szignója: „Gestochen von Eibenschütz")
- Eisenberg Péter, szászországi származású tanító és műkedvelő rézmetsző volt Eperjesen, 1652 körül. Eperjesen, 1652-ben egy vallásos színjátékot írt ér rendezett, melynek 12 jelenetét rézbe metszette, s amelyek „Ein Zweifacher poetischer Akt" (Bártfa, 1652) című kötetében jelentek meg.
- Eisenpreis Ágost, acélmetsző, 1823-ban, 29 éves korában rézmetszést tanult a bécsi Akadémián.
- Engel Ignác, réznyomtató volt Pesten, 1827 körül. Az Unger gasse 438. szám alatt lakott.
- Engel József, sátoraljaújhelyi pecsétkészítő, a későbbi neves szobrász. 1832-1837 közt rézmetszést tanult a bécsi Akadémián, három alkalommal nyer díjat.
- Engelmann Henrik, réznyomtató volt Pesten, 1815 és 1839 között, a Landstrasse 1039. számú házban lakott. Ismert metszete:

1. Levélfejléc a Lánchíddal, Baur készítette, Engelmann adta ki 1839-ben.
- Erdélyi Elek, ötvös és rézmetsző volt Brassóban, a 19. század elején. Abrudbányáról származott, 1817-ben avatták mesterré. Ismert metszete:

1. Céhlevél Brassó látképével.
- Erőss Gábor debreceni teológushallgató, Csokonai legismertebb képének alkotója
- Estel Lajos, bronzműves, 1832-ben, 22 éves korában rézmetszést tanult a bécsi Akadémián.
- Bikfalvi Falka Sámuel
- Gundel Barbara, rajzoló és rézmetsző a Magyar Kamaránál 1773-1791 között. Nevelőapjától, Zeller Sebestyéntől tanulta a rézmetszést.